# Hiroki Yamamoto
Hiroki Yamamoto (jap. 山本 大貴 Yamamoto Hiroki; ur. 15 listopada 1991) – japoński piłkarz występujący na pozycji napastnika. Obecnie występuje w Matsumoto Yamaga FC.

## Kariera klubowa
Od 2014 roku występował w klubach Vegalta Sendai i Matsumoto Yamaga FC.